# Pentodon laurentioides
Pentodon laurentioides är en måreväxtart som beskrevs av Emilio Chiovenda. Pentodon laurentioides ingår i släktet Pentodon och familjen måreväxter. Inga underarter finns listade i Catalogue of Life.